# Edward Law, 1:e earl av Ellenborough
Edward Law, 1:e earl av Ellenborough, född 8 september 1790, död 22 december 1871, var en brittisk statsman, son till Edward Law, 1:e baron Ellenborough.
Ellenborough invaldes 1813 (som tory) i underhuset, fick 1818 vid faderns död säte i överhuset, där han ofta uppträdde skarpt kritiskt mot Cannings utrikespolitik, och var 1828–1830, först som lordsigillbevarare, sedan som president i India Office (d.v.s. Board of Control), medlem av Wellingtons ministär. År 1824 hade han ingått sitt andra äktenskap med den senare så beryktade Jane Digby. De skildes 1830 på grund av hennes affär med diplomaten Felix zu Schwarzenberg.
Han hade livlig känsla av faran för ett ryskt anfall mot Indien och sökte därför stärka de brittiska förbindelserna med sikher, afghaner och centralasiatiska furstar, i vilket syfte han tog initiativ till sir Alexander Burnes beskickning till Lahore och Centralasien. I Peels första ministär (december 1834-april 1835) var Law åter president i India Office och erhöll ånyo samma post under Peel i september 1841, men utsågs redan i oktober samma år till generalguvernör över Ostindien. 
Som sitt program angav han vid utresan att "återställa freden i Asien", men hela hans ämbetstid kom i stället att upptas av krig, först en straffexpedition till Afghanistan (1842–1843), sedan annexionen av Sindh genom sir Robert Napier (1843) och väpnad intervention i marathstaten Gwalior (1843–1844). Laws proklamationer var ofta skrytsamt och svulstigt avfattade, och särskilt led han smälek för en sådan om den förmenta återerövringen av portarna till hindutemplet i Somnath, vilka Mahmud av Ghazni bortfört till Afghanistan under sina plundringståg på 1000-talet och Law med orätt ansåg där ha återfunnits. Uttröttade av Laws högdragna självrådighet och kostsamma krigsföretag  återkallade kompaniets direktörer honom 1844. 
Laws förtjänster om försvaret av Indiens nordvästgräns och den indiska arméns reorganisation belönades av regeringen vid hans hemkomst med en earltitel, och i Peels ministär var han några månader 1846 förste amiralitetslord. Sitt gamla ämbete i India Office återfick han i Derbys ministär (februari 1858); genom sitt egenmäktiga klander av en av vicekungen över Indien, lord Canning, utfärdad proklamation utsatte han kort därpå regeringen för säker utsikt att erhålla ett misstroendevotum i parlamentet och såg sig därför nödsakad att avgå (maj samma år). I överhuset uppträdde Law 1864 med värme för Danmarks sak. Lord Colchester har utgivit hans dagbok för åren 1828–1830 (2 band, 1881) samt History of the Indian administration of Ellenborough (1874).